# Lo sceicco bianco
Lo sceicco bianco (traducció literal en català El xeic blanc) és una pel·lícula italiana de 1952 dirigida per Federico Fellini. Amb guió de Tullio Pinelli, Ennio Flaiano, Michelangelo Antonioni i Fellini, la pel·lícula tracta sobre una parella d'acabats de casar que van a passar la lluna de mel a Roma. A part d'una obligada audiència amb el Papa, a la capital italiana els espera ansiosa la família del nuvi, que vol conèixer la muller. Les coneixences, però, es fan esperar perquè la núvia, tot just arribada a Roma, deixa a l'estacada el seu marit per emprendre una aventura a la recerca del seu vertader amor, l'inexistent heroi protagonista de les novel·les romàntiques que llegeix.
Lo sceicco bianco va ser filmada a Fregenae, Roma, Spoleto i Ciutat del Vaticà.

## Repartiment
| Actor / actriu original | Personatge fictici     |
| ----------------------- | ---------------------- |
| Alberto Sordi           | el xeic blanc          |
| Leopoldo Trieste        | Ivan Cavalli           |
| Brunella Bovo           | Wanda Giardino Cavalli |
| Giulietta Masina        | Cabiria, la prostituta |
| Lilia Landi             | Felga                  |
| Ernesto Almirante       | Dottore Fortuna        |
| Fanny Marchiò           | Marilena Alba Vellardi |
| Gina Mascetti           | Aida Rivoli            |
| Jole Silvani            |                        |
| Enzo Maggio             | Furio                  |
| Anna Primula            |                        |
| Mimo Billi              | home a la platja       |
| Armando Libianchi       |                        |
| Ugo Attanasio           | oncle d'Ivan           |